# Генрих IV (герцог Брабанта)
Генрих IV (Лёвен, 1251 год — Дижон (?), после 1272 года) — герцог Брабанта с 1261 по 1267 год. Сын Генриха III и Аделаиды Бургундской.
Генрих IV формально унаследовал герцогство в возрасте десяти лет. Завещание Генриха III не регулировало вопрос регентства при несовершеннолетнем герцоге и на эту роль претендовали единокровный брат покойного герцога Генрих Гессенский, жена Генриха III Аделаида Бургундская и его родственник владетель Гасбека Генрих Лёвенский. Благодаря поддержке баронов регентом стала Аделаида Бургундская, её соправителями Ваутер Бертхаут из Мехелена и Готфрид из Перве (внук Вильгельма, сына графа Лувенского Готфрида III и Имажины Лоонской). Аделаида стремилась отстранить физически слабого и психически нездорового Генриха от трона и передать герцогство его брату Иоанну, что привело к беспорядкам в Лёвене, Мехелене и Брюсселе, закончившимися только с официальным отречением Генриха в Кортенберге 14 мая 1267 года.
После отречения Генрих удалился в монастырь в Дижоне. Последнее дошедшее до нас свидетельство о бывшем герцоге Брабанта датируется 29 апреля 1272 года: где и когда умер Генрих — неизвестно.